# Madog ap Rhiryd
Madog ap Rhiryd (* vor 1088; † um 1113) war ein walisischer Prinz im 12. Jahrhundert. 

## Leben
Er war ein Sohn des Fürsten Rhiryd ap Bleddyn von Powys, der zusammen mit seinem Bruder Madog 1088 im Kampf gegen Rhys ap Tewdwr, dem Fürsten von Deheubarth gefallen war. Die Herrschaft über Powys übernahmen daraufhin seine Onkel Cadwgan und Iorwerth ap Bleddyn. 
Nachdem sein Cousin Owain ap Cadwgan, ein Sohn Cadwgans, die walisische Fürstentochter Nest ferch Rhys, die Frau des anglonormannischen Lords Stephen de Windsor geraubt hatte, vertrieben Madog und sein Bruder Ithel ap Rhiryd  im Auftrag der Anglonormannen 1110 ihren Onkel Cadwgan aus seinen Territorien in Powys und Ceredigion. Im gleichen Jahr jedoch schloss sich Madog seinem Cousin Owain an. Gemeinsam führten sie einen Kleinkrieg gegen die anglonormannische Siedler in Westwales. Nachdem sie einen Führer der Siedler, William of Brabant ermordet hatten, wurden sie von ihrem Onkel Iorwerth ap Bleddyn, der die Nachfolge Cadwgans als Herrscher über Powys übernommen hatte, aus Powys vertrieben. Mit Unterstützung von Llywarch ap Trahern, des Herrschers von Arwystli, ermordete Madog daraufhin Iorwerth in Caereinion. Die Herrschaft über Powys fiel daraufhin wieder an Cadwgan, doch auch dieser wurde noch 1111 von Madog bei Welshpool ermordet. Powys fiel nun an seinen Cousin Owain. Der flüchtige Madog wurde 1113 von seinem Onkel Maredudd, dem Befehlshaber der Leibwache Owains gefasst und an Owain ausgeliefert. Owain ließ den Mörder seines Vaters und seines Onkels blenden, sein weiteres Schicksal ist unbekannt.